# Cuerpo de Minas

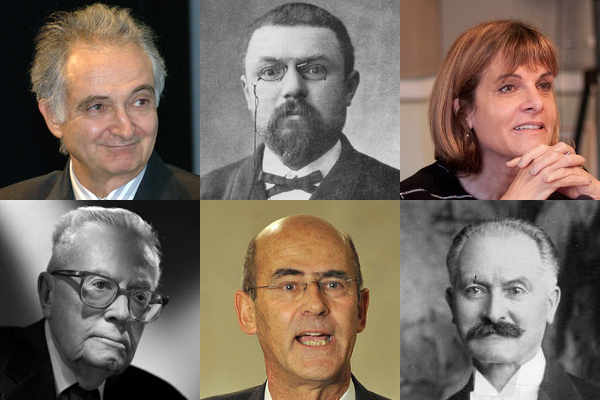
Miembros del Corps des mines, de izquierda a derecha y de arriba a abajo: Jacques Attali (economista), Henri Poincaré (matemático), Anne Lauvergeon (empresaria), Maurice Allais (Premio Nobel de Economía), Patrick Kron (empresario) y Albert Lebrun (Presidente de Francia).

El Cuerpo de Minas (en francés: Corps des mines) es uno de los principales grandes cuerpos técnicos del Estado francés (en francés: Grands corps de l'État). Integrado por los ingenieros industriales y de minas del Estado, está adscrito al Ministerio de Economía y Finanzas de Francia. Su objetivo es dirigir la política y los intereses de las industrias y minas estatales del país, para lo que busca atraer a los mejores estudiantes de matemáticas y física para que sirvan al gobierno y prepararlos para carreras ejecutivas en Francia. Los miembros reciben educación en la École nationale supérieure des mines de Paris, también conocida como Mines ParisTech. Cada año, el Cuerpo recluta a unos 20 nuevos miembros, la mayoría de ellos alumnos de École polytechnique, que suelen estar entre los estudiantes mejor clasificados; otros provienen de École normale supérieure (ENS), Télécom Paris o titulados regulares de Mines ParisTech. Al graduarse, los ingenieros del Corps des mines tienden a ocupar puestos de alto rango en las principales empresas industriales de Francia. Ser admitido en el Corps des mines se considera una vía rápida e importante para las carreras ejecutivas en Francia.

## Misiones
Los ingenieros del Cuerpo de Minas contribuyen a la concepción, implementación y evaluación de las políticas públicas en los campos de:
- Industria y economía
- Energía y recursos naturales
- Tecnologías de la información y la comunicación
- Sostenibilidad ambiental, seguridad industrial y salud pública
- Investigación, innovación y nuevas tecnologías
- ordenamiento territorial y transporte
- Normalización y metrología
- Banca, seguros y servicios financieros [1]

Los ingenieros del Cuerpo de Minas suelen ocupar puestos técnicos o ejecutivos de alto nivel en diversos ministerios u organizaciones internacionales. Después de haber trabajado en la administración, una parte de los ingenieros del Cuerpo de Minas pasan al sector privado, donde ocupan altos cargos ejecutivos en grandes empresas industriales.  

## Reclutamiento y formación
Los ingenieros del Cuerpo de Minas se contratan entre los mejores estudiantes de la École polytechnique, École normale supérieure, Escuela Nacional Superior de Minas de París y Télécom ParisTech. Cada año se matriculan unos veinte ingenieros. Durante su formación, los ingenieros del Cuerpo de Minas deben realizar dos prácticas de un año en empresas privadas (una en Francia y otra en el extranjero), seguidas de una formación de un año en la administración pública, organizada por la Escuela Nacional Superior de Minas de París. El objetivo principal de la formación es proporcionar conocimientos teóricos y prácticos sobre el funcionamiento de las empresas, junto con una sólida comprensión de las responsabilidades gubernamentales en los ámbitos técnico y económico.

## Miembros notables
Estos ingénieurs des mines se enumeran por orden cronológico de fecha de nacimiento:
- Armand Dufrénoy (1792-1857)
- Gabriel Lamé (1795-1870)
- Jean-Baptiste Élie de Beaumont (1798-1874)
- Émile Clapeyron (1799-1864)
- Michel Chevalier (1806-1879)
- Frédéric le Play (1806-1882)
- Henri Victor Regnault (1810-1878)
- Louis Le Chatelier (1815-1873)
- Charles-Eugène Delaunay (1816-1872)
- Achille Delesse (1817-1881)
- Charles de Freycinet (1828-1923)
- Camille Jordan (1838-1922)
- Henry Louis Le Chatelier (1850-1936)
- Henry Küss (1852-1914)
- Henri Poincaré (1854-1912)
- Édouard Estaunié (1862-1942)
- Georges Friedel (1865-1933)
- Alfred-Marie Liénard (1869-1958)
- Albert Lebrun (1871-1950)
- Conrad Schlumberger (1878-1936)
- Georges Painvin (1886-1980)
- Paul Lévy (1886-1971)
- Léon Daum (1887-1966)
- Louis Armand (1905-1971)
- Pierre Guillaumat (1909-1991)
- Maurice Allais (1911-2010)
- Maurice Lauré (1917-2001)
- Jacques Friedel (1921-2014)
- Claude Bloch (1923-1971)
- Pierre Laffitte (1925-2021)
- André Giraud (1925-1997)
- Georges Besse (1927-1986)
- Robert Dautray (1928)
- Yves Jeannin (1931)
- Roger Balian (1933)
- Gérard Théry (1933-2021)
- Charles-Michel Marle (1934)
- Lionel Stoléru (1937-2016)
- Francis Mer (1939)
- Jean-Louis Beffa (1941), CEO de Saint-Gobain
- Didier Lombard (1942)
- Bertrand Collomb (1942-2019)
- Thierry de Montbrial (1943)
- Jacques Attali (1943)
- Jacques Vernier (1944)
- Thierry Desmarest (1945), CEO de TotalEnergies
- Noël Forgeard (1946), CEO de Airbus y EADS
- Gérard Berry (1946)
- Jean-Martin Folz (1947), CEO de PSA Peugeot Citroën
- Jean-Louis Masson (1947)
- Pierre Pringuet (1950), CEO de Pernod Ricard[5]
- Denis Ranque (1952), CEO de Thales Group
- Jacques Biot (1952), presidente de la École Polytechnique[6]
- Patrick Kron (1953)
- François Loos (1953)
- Jacques Aschenbroich (1954), CEO de Valeo[7]
- Jean-Bernard Lévy (1955), CEO de Électricité de France
- Laurence Danon (1956)
- Jean-Baptiste Leblond (1957)
- Jean-Pierre Clamadieu (1958), CEO de Solvay
- Hervé Mariton (1958)
- Anne Lauvergeon (1959), CEO de Areva[8]
- Luc Oursel (1959-2014)
- Jean-Laurent Bonnafé (1961), CEO de BNP Paribas
- Fabrice Brégier (1961)
- Pascale Sourisse (1962)
- Michel Combes (1962)
- Patrick Pouyanné (1963), CEO de Total S.A.
- François Bourdoncle (1964)
- Laure de La Raudière (1966)
- Thierry Garnier (1966)
- Isabelle Kocher (1966), CEO de Engie
- Patrick Fragman (1967), CEO de Westinghouse Electric
- Nicolas Véron (1971)
- Nicolas Mayer-Rossignol (1977)
- Alfred Galichon (1977)